# Фаюмская культура А
Фа(й)юмская культура A (часто используется название фа(й)юмская культура, однако следует отличать её от предшествующей фаюмской культуры B) — типичная неолитическая культура додинастического Египта, сочетавшая охоту и рыболовство со скотоводством, культивацией злаков и керамикой.

## Места находок
Название культуры происходит от места, где были сделаны первые связанные с ней находки — Фаюмского оазиса, связанного с долиной Нила, расположенного в 80 км к юго-западу от Каира. Посреди оазиса находится местность Биркет-Карун, вокруг которой сделаны находки, связанные с данной культурой, а также предшествовавшей карунийской.

## Хронология
Фаюмской культуре А предшествовала карунийская культура (известная также как фаюмская культура B). Первые следы поселений в северной части Фаюмской низины относится примерно к 4500 г. до н. э. Они относятся к засушливому климатическому этапу, который продолжался примерно до 4000 г. до н. э. В начале 1-й половины IV тысячелетия до н. э. климат в пустыне стал более влажным, периодически выпадали обильные для того времени осадки. Конец фаюмской культуры обычно относят к 3500 г. до н. э. Ей наследовала пустынная моэрийская культура (Moerien), испытавшая сильное влияние длительное время развивавшихся в пустыне и в оазисах культур.

## Артефакты
Для изготовления своих артефактов люди фаюмской культуры A использовали кремнёвые окатыши, а также фрагменты роговика, которые они собирали на территории между морем и пустыней. Крупные фрагменты кремня и роговика в дальнейшем перерабатывались в орудия-бифасы (с двусторонней ретушью) и в сглаженные топоры. Намного реже встречаются свёрла, лезвия, скребки. Кроме того, встречаются бифасы — каменные лезвия с двусторонней обработкой, служившие в качестве серпов, ножей или наконечников стрел. Также обнаружены полированные топоры, ударные и тёрочные камни.
Судя по артефактам данной культуры, за примерно 1000 лет её существования технология не продвинулась далеко. Различия в инвентаре связаны с функциональным назначением отдельных видов орудий.

## Керамика
Найденные виды керамики — это шарообразные и полушарообразные миски, амфоры с S-образным профилем и более-менее выступающим цилиндрическим горлышком, миски с расширенным ободом, кубки с различными пропорциями, миски с выступающим дном и плоские тарелки.

## Отношения с другими культурами
Существовали тесные связи и взаимное влияние между фаюмской культурой и культурой Меримде, в особенности в том, что касалось методов изготовления каменных орудий (например, кремнёвых орудий с двусторонней ретушью) и керамики. Корни обеих культур, по-видимому, были связаны с доисторическим Ближним Востоком. Особенно заметна в фаюмской культуре связь с культурами долины реки Иордан, а именно с ярмукской культурой. Наиболее ранние этапы фаюмской культуры можно также связать с неолитическим ближневосточным типом, путём миграции которого на запад в Фаюмский оазис и в Нижний Египет проникли материальная культура, экономика и население.

## Поселения
Существуют крупные поселения фаюмской культуры (как, например, раскопанные поселения Ком W и Ком K), где обнаружено более 100 очагов. В поселениях обнаружены многочисленные ямы для хранения запасов, что указывает на наличие крупных запасов зерна. Эти ямы находились в высоко расположенных местах, защищённых от периодических разливов озёр. Всё это указывает на то, что поселения были длительными.
Кроме того, были обнаружены отдельно расположенные очаги, что указывает на сезонные поселения, связанные с определёнными функциями — например, охотой или забоем животных. Большая часть таких находок обнаружена вблизи озера, а находки представляют собой в основном остатки животных, таких, как гиппопотам, крупный рогатый скот, овца, коза, дикие животные, многочисленные рыбы (например, цихлиды и сомы). Судя по данным находкам, скотоводство играло относительно небольшую роль, как и охота, в обеспечении населения продовольствием. Напротив, рыболовство играло важную роль. Охота происходила главным образом на побережье озера. И охота, и рыболовство происходили в основном в сухие периоды года на озере.
Во влажное время года население собиралось в крупных поселениях, расположенных выше уровня озера. В эти периоды люди занимались земледелием, на что указывают многочисленные ямы для складывания запасов, остатки злаков, инструменты для сбора урожая и перемалывания зёрен. Также разводился домашний скот (овцы, козы, крупный рогатый скот, свиньи), тогда как охота, хотя и продолжала играть роль в обеспечении продовольствием, играла уже меньшую роль, чем скотоводство.